# Sous-préfecture de Cidade Tiradentes
 (septembre 2022).
La mise en forme du texte ne suit pas les recommandations de Wikipédia : il faut le « wikifier ».
Les points d'amélioration suivants sont les cas les plus fréquents :
- Les titres sont pré-formatés par le logiciel. Ils ne sont ni en capitales, ni en gras.
- Le texte ne doit pas être écrit en capitales (les noms de famille non plus), ni en gras, ni en italique, ni en « petit »…
- Le gras n'est utilisé que pour surligner le titre de l'article dans l'introduction, une seule fois.
- L'italique est rarement utilisé : mots en langue étrangère, titres d'œuvres, noms de bateaux, etc.
- Les citations ne sont pas en italique mais en corps de texte normal. Elles sont entourées par des guillemets français : « et ».
- Les listes à puces sont à éviter, des paragraphes rédigés étant largement préférés. Les tableaux sont à réserver à la présentation de données structurées (résultats, etc.).
- Les appels de note de bas de page (petits chiffres en exposant, introduits par l'outil «  Source ») sont à placer entre la fin de phrase et le point final[comme ça].
- Les liens internes (vers d'autres articles de Wikipédia) sont à choisir avec parcimonie. Créez des liens vers des articles approfondissant le sujet. Les termes génériques sans rapport avec le sujet sont à éviter, ainsi que les répétitions de liens vers un même terme.
- Les liens externes sont à placer uniquement dans une section « Liens externes », à la fin de l'article. Ces liens sont à choisir avec parcimonie suivant les règles définies. Si un lien sert de source à l'article, son insertion dans le texte est à faire par les notes de bas de page.
- La présentation des références doit suivre les conventions bibliographiques. Il est recommandé d'utiliser les modèles {{Ouvrage}}, {{Chapitre}}, {{Article}}, {{Lien web}} et/ou {{Bibliographie}}. Le mode d'édition visuel peut mettre en forme automatiquement les références.
- Insérer une infobox (cadre d'informations à droite) n'est pas obligatoire pour parachever la mise en page.

Pour une aide détaillée, merci de consulter Aide:Wikification.
Si vous pensez que ces points ont été résolus, vous pouvez retirer ce bandeau et améliorer la mise en forme d'un autre article.

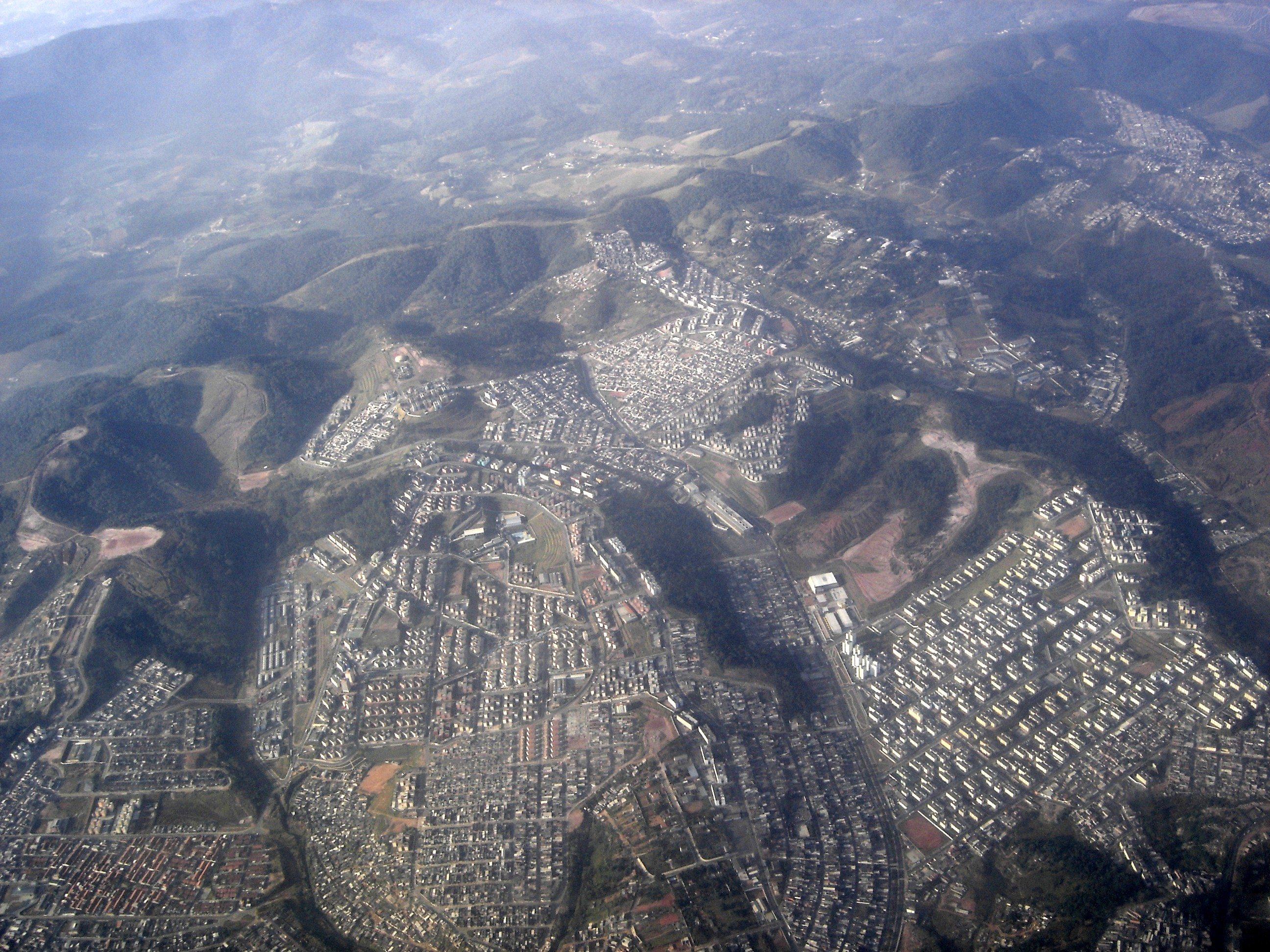
Vue aérienne de Cidade Tiradentes.

La sous-préfecture de Cidade Tiradentes est régie par la loi n° 13 999 du 1er août 2002 et est l'une des 32 mairies régionales de la municipalité de São Paulo. Elle est composée d'un seul district, Cidade Tiradentes, qui représente 15 km² et est habitée par plus de 211 mille personnes.
Côté culture, la sous-préfecture dispose de trois points de lecture, d'une maison de la culture et de deux théâtres implantés dans les CEU du quartier.
Dans l'éducation, le taux d'échec des élèves du secondaire est de 15,54 % et celui du primaire de 5,9 %, tous deux inférieurs à la moyenne de São Paulo. Le taux d'analphabétisme est en moyenne de 4,49% de la population locale. Le côté positif de Cidade Tiradentes dans le domaine de l'éducation est la faible demande de garderies et d'écoles maternelles.
Les bidonvilles sont peu nombreux, représentant au total 5,8% des logements de cet arrondissement, l'un des taux les plus bas de la ville de São Paulo.
La consommation d'eau est la plus faible de toute la ville. Cependant, 15,98% des logements ne sont pas raccordés aux égouts. Ils ont quelques espaces verts. C'est l'un des sous-préfectures qui collabore le plus avec l'environnement.
Quant à la santé, elle a l'un des taux de mortalité infantile les plus élevés de la ville. Il possède l'un des plus grands nombres d'unités publiques de soins primaires.
Le taux de chômage est de 17,8 % avec un revenu moyen de R$ 864,00 par personne.
C'est l'une des sous-préfectures les moins violentes de la ville, avec le taux de vols le plus bas de tout São Paulo.
Actuellement, la sous-préfecture de Cidade Tiradentes a comme sous-préfet Lucas Sorrillo.